# Charley Burley
Charles Duane Burley (Bessemer, 6 settembre 1917 – 16 ottobre 1992) è stato un pugile statunitense.

## La carriera
Di padre nero e madre bianca, divenne professionista dal 1936. Iniziò come peso leggero, per poi passare ai welter. Spesso ha combattuto con pugili di categoria superiore, non solo pesi medi o mediomassimi ma nel suo record risulta addirittura una vittoria prima del limite contro il massimo J.D. Turner. Persino un peso massimo come Elmer "Violent" Ray, rimediò una brutta figura in una sessione di sparring. Non riuscì mai a colpire in pieno Burley, e se ne andò via su tutte le furie. Tra il 1938 e il 1939 si batté al limite dei welter contro il futuro campione del mondo Fritzie Zivic, vincendo due dei tre incontri disputati. L'unica sconfitta fu per decisione contrastata.
Negli Anni '40 Burley combatté regolarmente da welter contro alcuni pesi medi che sarebbero diventati i migliori pesi mediomassimi e massimi di ogni tempo. Subì alcune sconfitte, ma sempre ai punti, da Jimmy Bivins (1940) e due volte nel 1942 dal futuro campione del mondo dei pesi massimi Ezzard Charles.
Nel 1944 accettò all'ultimo momento di combattere contro Archie Moore che nel prosieguo diverrà campione del mondo dei mediomassimi e uno dei più grandi pugili della storia. Pur rendendogli tre kg di peso, lo batté in maniera schiacciante infliggendogli ben quattro knockdown uno dopo l'altro. La mattina stessa del match Burley aveva anche lavorato in fabbrica. Lo stesso Moore affermerà che Burley fu il più grande pugile che egli avesse mai incontrato sul ring. Il che è tutto dire dato che egli combatté, tra i tantissimi, anche contro Rocky Marciano e con Muhammad Ali, registrando in ben 25 anni di carriera il record attuale di vittorie per KO, ovvero 131. 
Burnley non ottenne mai la chance per un titolo titolo mondiale, rimanendo perciò poco noto. Si è ritirato nel 1950. Ha combattuto un totale di 98 match, di cui 83 vinti (50 per KO), 12 persi e 2 pareggiati. Non fu mai sconfitto per KO. 
Nel 2002 la rivista Ring Magazine lo ha inserito al 39º posto nella propria classifica dei primi migliori 80 pugili degli ultimi 80 anni. La International Boxing Hall of Fame lo ha ammesso i più grandi pugili di ogni tempo.

## Caratteristiche tecniche
Grande pugile dal punto di vista tecnico era tra l'altro dotato di un'incredibile difesa, assai difficile da penetrare.Eddie Futch, uno dei più grandi allenatori di tutti i tempi e allenatore personale di pugili del calibro di Joe Frazier, Ken Norton, Larry Holmes, Trevor Berbick, oltre ad essere a stretto contatto a Detroit con altri nomi come Joe Louis e Sugar Ray Robinson, affermò che Burley fosse il miglior pugile che egli avesse mai visto. 